# Episodi di Damon
La prima e unica stagione della serie televisiva Damon è stata trasmessa in anteprima negli Stati Uniti d'America dalla Fox tra il 22 marzo e il 20 luglio 1998.
| n° | Titolo originale            | Titolo italiano | Prima TV USA   | Prima TV Italia |
| -- | --------------------------- | --------------- | -------------- | --------------- |
| 1  | Pilot                       | inedito         | 22 marzo 1998  | inedito         |
| 2  | The Exam                    | inedito         | 29 marzo 1998  | inedito         |
| 3  | Under Covers                | inedito         | 5 aprile 1998  | inedito         |
| 4  | The Apartment               | inedito         | 6 aprile 1998  | inedito         |
| 5  | Chasing Tracy               | inedito         | 13 aprile 1998 | inedito         |
| 6  | House Warming               | inedito         | 20 aprile 1998 | inedito         |
| 7  | The Test                    | inedito         | 27 aprile 1998 | inedito         |
| 8  | My Brother's So-Called Life | inedito         | 4 maggio 1998  | inedito         |
| 9  | The Actor                   | inedito         | 11 maggio 1998 | inedito         |
| 10 | The Designer                | inedito         | 18 maggio 1998 | inedito         |
| 11 | The White Guy               | inedito         | 22 giugno 1998 | inedito         |
| 12 | A Bury Special Episode      | inedito         | 13 luglio 1998 | inedito         |
| 13 | The Last Cub Scout          | inedito         | 20 luglio 1998 | inedito         |